# Herbert James Palmer
 (décembre 2018).
Si vous disposez d'ouvrages ou d'articles de référence ou si vous connaissez des sites web de qualité traitant du thème abordé ici, merci de compléter l'article en donnant les références utiles à sa vérifiabilité et en les liant à la section « Notes et références ».
Pour les articles homonymes, voir Palmer.
Herbert James Palmer (né le 26 août 1851 à Charlottetown, mort le 22 décembre 1939) était un homme politique canadien qui fut premier ministre de la province de l'Île-du-Prince-Édouard de mai à décembre 1911.